# Wólka Klwatecka
Wólka Klwatecka – dzielnica w północnej części Radomia, przy trasie krajowej nr 7. 
Można tam dojechać liniami autobusowymi nr: 4, 12, 21 oraz 23.
Na terenie Wólki Klwateckiej znajduje się kościół rzymskokatolicki pw. świętego Maksymiliana Marii Kolbe. Ulokowana jest też Fabryka Broni „Łucznik”, która została otworzona 1 lipca 2014 roku.